# Prosopocera teocchii
Prosopocera teocchii là một loài bọ cánh cứng trong họ Cerambycidae.